# Isopisthus remifer
Isopisthus remifer är en fiskart som beskrevs av Jordan och Gilbert 1882. Isopisthus remifer ingår i släktet Isopisthus och familjen havsgösfiskar. IUCN kategoriserar arten globalt som livskraftig. Inga underarter finns listade i Catalogue of Life.